# Vênus Esquilina
A Vênus Esquilina é uma estátua esculpida na forma de corpo feminino despido, em formas graciosas e sem os braços. Foi achada, em 1874, no Monte Esquilino, juntamente com várias outras esculturas de Vênus.